# مزرعه، اردوباد
مزرعه (به ترکی آذربایجانی: Məzrə) یک منطقهٔ مسکونی در جمهوری آذربایجان است که در شهرستان اردوباد واقع شده‌است. مزرعه ۱۳۹ نفر جمعیت دارد.